# Yūko Nagashima
Yūko Nagashima (jap. 永島 由子 Nagashima Yūko) (ur. 3 lipca 1969 na Osace) – japońska seiyū i aktorka dubbingowa, związana z Aoni Production. Od 2006 roku jej mężem jest Yōji Ueda, z którym ma jedno dziecko.
Kilkakrotnie dubbingowała aktorkę Sarah Jessicę Parker.

## Wybrane role
- Naruto – Tsubaki
- One Piece – Arbell
- Rycerze Zodiaku – Eurydice
- Sailor Moon R – uczennica
- Sailor Moon S – pielęgniarka
- Sailor Moon SuperS – Manemaneko
- Slam Dunk – Yayoi Aida
- Slayers: Magiczni wojownicy – różne głosy
- Wojowniczki z Krainy Marzeń – Caldina